# Брђани (Горњи Милановац)
Брђани је насеље у Србији у општини Горњи Милановац у Моравичком округу. Према попису из 2022. године у њему живео је 848 становникa.
Село је удаљено 10 км од Горњег Милановца Ибарском магистралом у правцу Чачка. Налази се на надморској висини од 250 до 500 м, а површине је 2.023 ха.

## Историја
Брђани се први пут помињу у турском попису из 1476. године. Ово село се тада звало Сутеска. Након што је исељено пред најездом Турака, населили су га досељеници из брдовитих крајева Црне Горе, Старог Влаха, Херцеговине и ужичког краја.
Брђани су били седиште Моравске капетаније Рудничке нахије. На планини Вујан и граници између села Брђани и Прислонице, Никола Милићевић Луњевица изградио је 1805. године манастир Вујан са црквом, чардаком и чесмом, посвећен Светом архангелу Гаврилу. То је уједно била и прва задужбина ослобођене Србије. Устанички војвода Лазар Мутап, рођен у суседној Прислоници, сахрањен је у припрати манастира. Након што је био тешко рањен у борби на Љубићу 1815. године, првобитно је био сахрањен код црквице у Горњој Трепчи. Затим је његов син Вук пренео његове кости и сахранио га у манастиру Вујан.
Манастир Вујан се налази близу средњовековног манастира Обровин, запуштеног још 1597. године. Од њега могу се видети остаци часне трпезе.
Село је имало општину и школу, а припадало је црквеној парохији манастира Вујан. Сеоска слава је Спасовдан.
У селу се налази етно-село са вајатима, салашем и воденицом. Етно-село се зове „Галетово сокаче” и налази се уз реку Дичину.
Овде се налазе Црква Светог Пантелејмона у Брђанима, Крајпуташ механџији Ђорђу Јелићу у Брђанима, Крајпуташ Илији Стевановићу у Брђанима, Крајпуташ Крсти Топаловићу у Брђанима и Крајпуташ Милану Дамљановићу у Брђанима.
У ратовима у периоду од 1912. до 1918. године село је дало 287 ратника. Погинуло их је 145 а 142 је преживело.
Село је 1925. добило модеран водовод, иницијативом домаћина Владимира Гавриловића.

## Галерија
- Аутопут „Милош Велики”
- Црква Светог Пантелејмона
- Основна школа
- Споменик борцима НОБ-а
- Зграда старе железничке станице
- Ибарска магистрала
- Ибарска магистрала

## Демографија
У пописима село је 1910. године имало 1463 становника, 1921. године 1150, а 2002. године тај број се попео на 1253.
У насељу Брђани живи 1016 пунолетних становника, а просечна старост становништва износи 44,0 година (43,3 код мушкараца и 44,7 код жена). У насељу има 386 домаћинстава, а просечан број чланова по домаћинству је 3,18.
Ово насеље је великим делом насељено Србима (према попису из 2002. године).
|  |

| Демографија | Демографија | Демографија |
| Година      | Становника  | Становника  |
| ----------- | ----------- | ----------- |
| 1948.       | 1.890       |             |
| 1953.       | 1.831       |             |
| 1961.       | 1.746       |             |
| 1971.       | 1.525       |             |
| 1981.       | 1.440       |             |
| 1991.       | 1.217       | 1.213       |
| 2002.       | 1.227       | 1.259       |
| 2011.       | 1.041       |             |

| Етнички састав према попису из 2002.‍ | Етнички састав према попису из 2002.‍ | Етнички састав према попису из 2002.‍ | Етнички састав према попису из 2002.‍ | Етнички састав према попису из 2002.‍ |
| ------------------------------------ | ------------------------------------ | ------------------------------------ | ------------------------------------ | ------------------------------------ |
|                                      |                                      |                                      |                                      |                                      |
| Срби                                 | Срби                                 |                                      | 1.204                                | 98,12%                               |
| Роми                                 | Роми                                 |                                      | 7                                    | 0,57%                                |
| Југословени                          | Југословени                          |                                      | 2                                    | 0,16%                                |
| Црногорци                            | Црногорци                            |                                      | 1                                    | 0,08%                                |
| Хрвати                               | Хрвати                               |                                      | 1                                    | 0,08%                                |
| Македонци                            | Македонци                            |                                      | 1                                    | 0,08%                                |
| непознато                            | непознато                            |                                      | 7                                    | 0,57%                                |

| \| \| м \| \| \| ж \| \| ? \| 8 \| \| \| 12 \| \| 80+ \| 13 \| \| \| 24 \| \| 75—79 \| 30 \| \| \| 31 \| \| 70—74 \| 43 \| \| \| 44 \| \| 65—69 \| 39 \| \| \| 55 \| \| 60—64 \| 43 \| \| \| 46 \| \| 55—59 \| 36 \| \| \| 34 \| \| 50—54 \| 39 \| \| \| 42 \| \| 45—49 \| 44 \| \| \| 43 \| \| 40—44 \| 44 \| \| \| 38 \| \| 35—39 \| 44 \| \| \| 35 \| \| 30—34 \| 31 \| \| \| 42 \| \| 25—29 \| 40 \| \| \| 24 \| \| 20—24 \| 33 \| \| \| 36 \| \| 15—19 \| 33 \| \| \| 34 \| \| 10—14 \| 29 \| \| \| 39 \| \| 5—9 \| 25 \| \| \| 32 \| \| 0—4 \| 25 \| \| \| 17 \| \| Просек : \| 43,3 \| \| \| 44,7 \| |      |  |  |      |
| |      |  |  |      |
| | м    |  |  | ж    |
| ? | 8    |  |  | 12   |
| 80+ | 13   |  |  | 24   |
| 75—79 | 30   |  |  | 31   |
| 70—74 | 43   |  |  | 44   |
| 65—69 | 39   |  |  | 55   |
| 60—64 | 43   |  |  | 46   |
| 55—59 | 36   |  |  | 34   |
| 50—54 | 39   |  |  | 42   |
| 45—49 | 44   |  |  | 43   |
| 40—44 | 44   |  |  | 38   |
| 35—39 | 44   |  |  | 35   |
| 30—34 | 31   |  |  | 42   |
| 25—29 | 40   |  |  | 24   |
| 20—24 | 33   |  |  | 36   |
| 15—19 | 33   |  |  | 34   |
| 10—14 | 29   |  |  | 39   |
| 5—9 | 25   |  |  | 32   |
| 0—4 | 25   |  |  | 17   |
| Просек : | 43,3 |  |  | 44,7 |

| Година пописа     | 1948. | 1953. | 1961. | 1971. | 1981. | 1991. | 2002. |
| ----------------- | ----- | ----- | ----- | ----- | ----- | ----- | ----- |
| Број домаћинстава | 348   | 357   | 407   | 408   | 415   | 367   | 386   |

| Број чланова      | 1  | 2  | 3  | 4  | 5  | 6  | 7  | 8 | 9 | 10 и више | Просек |
| ----------------- | -- | -- | -- | -- | -- | -- | -- | - | - | --------- | ------ |
| Број домаћинстава | 71 | 96 | 62 | 70 | 43 | 29 | 12 | 2 | 1 | 0         | 3,18   |

| Пол    | Укупно | Неожењен/Неудата | Ожењен/Удата | Удовац/Удовица | Разведен/Разведена | Непознато |
| ------ | ------ | ---------------- | ------------ | -------------- | ------------------ | --------- |
| Мушки  | 520    | 158              | 329          | 23             | 9                  | 1         |
| Женски | 540    | 91               | 328          | 112            | 9                  | 0         |
| УКУПНО | 1.060  | 249              | 657          | 135            | 18                 | 1         |

| Пол    | Укупно                    | Пољопривреда, лов и шумарство | Рибарство                            | Вађење руде и камена | Прерађивачка индустрија       |
| ------ | ------------------------- | ----------------------------- | ------------------------------------ | -------------------- | ----------------------------- |
| Мушки  | 254                       | 45                            | 0                                    | 0                    | 105                           |
| Женски | 173                       | 23                            | 0                                    | 1                    | 77                            |
| Укупно | 427                       | 68                            | 0                                    | 1                    | 182                           |
|        |                           |                               |                                      |                      |                               |
| Пол    | Производња и снабдевање   | Грађевинарство                | Трговина                             | Хотели и ресторани   | Саобраћај, складиштење и везе |
| Мушки  | 7                         | 13                            | 19                                   | 6                    | 30                            |
| Женски | 2                         | 1                             | 27                                   | 3                    | 4                             |
| Укупно | 9                         | 14                            | 46                                   | 9                    | 34                            |
|        |                           |                               |                                      |                      |                               |
| Пол    | Финансијско посредовање   | Некретнине                    | Државна управа и одбрана             | Образовање           | Здравствени и социјални рад   |
| Мушки  | 0                         | 1                             | 6                                    | 0                    | 6                             |
| Женски | 0                         | 0                             | 0                                    | 4                    | 19                            |
| Укупно | 0                         | 1                             | 6                                    | 4                    | 25                            |
|        |                           |                               |                                      |                      |                               |
| Пол    | Остале услужне активности | Приватна домаћинства          | Екстериторијалне организације и тела | Непознато            | Непознато                     |
| Мушки  | 1                         | 0                             | 0                                    | 15                   | 15                            |
| Женски | 1                         | 0                             | 0                                    | 11                   | 11                            |
| Укупно | 2                         | 0                             | 0                                    | 26                   | 26                            |